# Comté de Wilson (Caroline du Nord)
Pour les articles homonymes, voir Comté de Wilson.
Le comté de Wilson est un comté situé dans l'État de Caroline du Nord aux États-Unis.

## Villes
- Saratoga.

## Démographie
| 1860  | 1870   | 1880   | 1890   | 1900   | 1910   |
| ----- | ------ | ------ | ------ | ------ | ------ |
| 9 720 | 12 258 | 16 064 | 18 644 | 23 596 | 28 269 |

| 1920   | 1930   | 1940   | 1950   | 1960   | 1970   |
| ------ | ------ | ------ | ------ | ------ | ------ |
| 36 813 | 44 914 | 50 219 | 54 506 | 57 716 | 57 486 |

| 1980   | 1990   | 2000   | 2010   | - | - |
| ------ | ------ | ------ | ------ | - | - |
| 63 132 | 66 061 | 73 814 | 81 234 | - | - |